# Hippon z Samos
Hippon (stgr.  Ἵππων) z wyspy Samos  – grecki filozof z V w. p.n.e. W starożytności uważany był za ateistę. Wraz z Talesem uznawał za praosnowę wszechrzeczy wodę, ale, w odróżnieniu od Talesa, Hippon nie hołdował hilozoizmowi i nie sądził, że woda jest uduchowiona.